# Jan Fröhlich
Jan Fröhlich (* 15. März 1980) ist ein tschechischer Badmintonspieler.

## Karriere
Fröhlich nahm an mehreren Weltmeisterschaften teil. 2001 war in Runde 1 Endstation gegen Ronald Susilo. 2003 und 2006 schied er im Herreneinzel in der 2. Runde aus. Ein Jahr später belegte er in Anaheim im Einzel den 33. Platz und im Doppel den 17. Platz. 2006 wurde Fröhlich Europäischer Hochschulmeister.
Fröhlich war von 1998 bis 2006 der dominierende Einzelspieler der Tschechischen Republik. Er gewann in diesem Zeitraum alle Titel im Herreneinzel. Des Weiteren gewann er zwei Doppeltitel 2001 und 2005 und elf Juniorentitel. International war er 2005 und 2006 in der Slowakei sowie 2007 in Bulgarien erfolgreich. Bei den Mauritius International wurde er im letztgenannten Jahr Dritter.

## Sportliche Erfolge
| Saison | Veranstaltung                                   | Disziplin    | Name                          |
| ------ | ----------------------------------------------- | ------------ | ----------------------------- |
| 1996   | Tschechische Einzelmeisterschaften der Junioren | Herrendoppel | Jiří Provazník / Jan Fröhlich |
| 1996   | Tschechische Einzelmeisterschaften der Junioren | Mixed        | Jan Fröhlich / Regina Rašková |
| 1997   | Tschechische Einzelmeisterschaften der Junioren | Herreneinzel | Jan Fröhlich                  |
| 1997   | Tschechische Einzelmeisterschaften der Junioren | Mixed        | Jan Fröhlich / Regina Rašková |
| 1998   | Tschechische Einzelmeisterschaften              | Herreneinzel | Jan Fröhlich                  |
| 1998   | Tschechische Einzelmeisterschaften der Junioren | Herreneinzel | Jan Fröhlich                  |
| 1998   | Tschechische Einzelmeisterschaften der Junioren | Herrendoppel | Jan Fröhlich / Jan Potůček    |
| 1998   | Tschechische Einzelmeisterschaften der Junioren | Mixed        | Jan Fröhlich / Regina Rašková |
| 1999   | Tschechische Einzelmeisterschaften der Junioren | Herreneinzel | Jan Fröhlich                  |
| 1999   | Tschechische Einzelmeisterschaften der Junioren | Mixed        | Jan Fröhlich / Regina Rašková |
| 1999   | Tschechische Einzelmeisterschaften              | Herreneinzel | Jan Fröhlich                  |
| 2000   | Tschechische Einzelmeisterschaften              | Herreneinzel | Jan Fröhlich                  |
| 2000   | Tschechische Einzelmeisterschaften              | Herrendoppel | Jan Fröhlich / Petr Martinec  |
| 2000   | Tschechische Einzelmeisterschaften der Junioren | Herreneinzel | Jan Fröhlich                  |
| 2000   | Tschechische Einzelmeisterschaften der Junioren | Mixed        | Jan Fröhlich / Regina Rašková |
| 2001   | Tschechische Einzelmeisterschaften              | Herrendoppel | Jan Fröhlich / Petr Martinec  |
| 2001   | Tschechische Einzelmeisterschaften              | Herreneinzel | Jan Fröhlich                  |
| 2002   | Tschechische Einzelmeisterschaften              | Herreneinzel | Jan Fröhlich                  |
| 2003   | Tschechische Einzelmeisterschaften              | Herreneinzel | Jan Fröhlich                  |
| 2004   | Tschechische Einzelmeisterschaften              | Herreneinzel | Jan Fröhlich                  |
| 2005   | Slowakei: Internationale Meisterschaften        | Mixed        | Jan Fröhlich / Hana Milisová  |
| 2005   | Tschechische Einzelmeisterschaften              | Herrendoppel | Jan Fröhlich / Jan Vondra     |
| 2005   | Tschechische Einzelmeisterschaften              | Herreneinzel | Jan Fröhlich                  |
| 2005   | Kenya International                             | Herrendoppel | Jan Fröhlich / Jan Vondra     |
| 2006   | Slowakei: Internationale Meisterschaften        | Herreneinzel | Jan Fröhlich                  |
| 2006   | Tschechische Einzelmeisterschaften              | Herreneinzel | Jan Fröhlich                  |
| 2006   | Europäische Hochschulmeisterschaft              | Herreneinzel | Jan Fröhlich                  |
| 2007   | Bulgarien: Internationale Meisterschaften       | Herreneinzel | Jan Fröhlich                  |
| 2012   | Tschechische Einzelmeisterschaften              | Herreneinzel | Jan Fröhlich                  |
| 2012   | Ethiopia International                          | Herreneinzel | Jan Fröhlich                  |